# Referring Peak
Der Referring Peak ist ein auffällig schwarzer und über 1200 m hoher Berggipfel im ostantarktischen Viktorialand. Er ragt an der Nordflanke des Mackay-Gletschers und rund 4 km westlich der Mündung des Cleveland-Gletschers auf.
Teilnehmer der britischen Terra-Nova-Expedition (1910–1913) kartierten den Berg und benannten ihn nach seiner leicht als Landmarke auszumachenden Bezugsgröße.